# Sheehan Glacier
Sheehan Glacier är en glaciär i Antarktis. Den ligger i Östantarktis. Nya Zeeland gör anspråk på området. Sheehan Glacier ligger 17 meter över havet.
Terrängen runt Sheehan Glacier är varierad. Trakten är obefolkad. Det finns inga samhällen i närheten. 